# Gargorica
Gargorica (nemško Angersbichl) je naselje v Občini Žihpolje v Okraju Celovec-dežela na Koroškem v Avstriji.